# Trirhithrum overlaeti
Trirhithrum overlaeti är en tvåvingeart som beskrevs av Munro 1934. Trirhithrum overlaeti ingår i släktet Trirhithrum och familjen borrflugor. Inga underarter finns listade i Catalogue of Life.